# F. Engels
Die F. Engels (russisch Ф. Энгельс) war ein Flusskreuzfahrtschiff, das im Juni 1956 in der DDR auf der VEB Mathias-Thesen-Werft in Wismar gebaut wurde und zur Rodina-Klasse, Projekt 588, (in Wismar jedoch Projekt-Tschkalow, nach dem ersten Schiff der Baureihe, genannt), deutsche Bezeichnung BiFa Typ A (Binnenfahrgastschiff Typ A), gehörte.

## Beschreibung
Das Flusskreuzfahrtschiff mit drei Passagierdecks wurde im Juni 1956 für die Wolschskoje Objedinjonnoje Retschnoje Parochodstwo (Vereinigte Wolga-Flussreederei) in Gorki gebaut. Es gehört zu einer 1954 bis 1961 hergestellten Baureihe von 49 Schiffen der Rodina-Klasse. Das Schiff verfügt über einen dieselelektrischen Antrieb mit drei Hauptmotoren. Das Schiff wurde nach dem deutschen Philosophen, Gesellschaftstheoretiker, Historiker, Journalist und kommunistischen Revolutionär Friedrich Engels benannt.
1956–1964 wurde das Schiff auf der Strecke Gorki – Astrachan eingesetzt. Nach der Inbetriebnahme von neuen Schleusen auf dem Wolga-Ostsee-Kanal wurde F. Engels innerhalb zweier Jahre von Leningrad aus betrieben. Da die Stadt an der Newa schon eine eigene riesige Flotte hatte, wurde das Schiff an die Wolga nach Kalinin zurückgegeben. Von Kalinin aus befuhr F. Engels die Strecken nach Leningrad und Astrachan, bis sie nach dem Zerfall der Sowjetunion 1992 aufgelegt wurde. Danach machte das Schiff die ersten Reisen 1997 und 1998 von Nischni Nowgorod und 2000–2003 war das Schiff ausverkauft. 2003, vor Winterausbruch an der Wolga, entschieden Volga-Flot-Tur und Wolga-Reederei die F. Engels nach dem ostpreußischen Kaliningrad zu verkaufen. Bei der Überführung von Sankt Petersburg nach Kaliningrad sank das Schiff auf der Ostsee kurz vor Ende der Überführung 20 Seemeilen von  Kaliningrad entfernt. Im November 2003 wurde das in 100 Meter Tiefe liegende Schiff aus dem Schiffsregister gestrichen. Vom gesunkenen Flusskreuzfahrtschiff werden die wertvollen Gegenstände geborgen und in Auktionen angeboten.

## Ausstattung
An Bord befanden sich zwei Restaurants, eine Bar, Lesesaal, Musiksalon.